# Effet abscopal

Illustration du mécanisme possible de l'effet abscopal, médié par le système immunitaire et induit par la destruction ou la détérioration des cellules par les radiations.

L’effet abscopal (du latin ab- « éloigné » et du grec skopos « cible », littéralement « loin de la cible ») est l’effet provoqué par l’irradiation sur les tissus éloignés du site irradié et dans le domaine de la cancérologie l'augmentation d'efficacité de l'immunothérapie après radiothérapie. Cet effet a été décrit dès 1953 mais il a vers 2015-2017 été source d'un engouement car laissant espérer une amélioration possible des moyens de traiter le cancer quand il est associé à certains médicaments. 

## Définitions
L’effet abscopal peut avoir des conséquences bénéfiques ou délétères. Il englobe différentes réalités selon que l’on se place du point de vue du biologiste ou de celui du médecin.
D’un point de vue général, les effets abscopaux incluent l’induction d’instabilité génomique, de mort cellulaire et la transformation maligne de tissus normaux.
Pour l’oncologue, le terme renvoie à l’effet anti-tumoral provoqué par une radiothérapie en dehors du champ d’irradiation (c’est-à-dire la régression des métastases après irradiation de la tumeur primitive).

## Description
Il s’agit d'un phénomène très rare en clinique, décrit pour la première fois par Dr. R. J. Mole en 1953. 
Il n’a été observé que dans quelques types de cancers : mélanome , hépatocarcinome , leucémie lymphoïde chronique , hypernéphrome , …

## Mécanisme
Le mécanisme n’est pas complètement élucidé.

La radiothérapie induirait une réaction immunitaire antitumorale, en favorisant la présentation d’antigènes par la tumeur à la suite de la réaction inflammatoire tissulaire induite par les radiations ionisantes qui provoquent la mort immunogène des cellules tumorales.
La régression de la tumeur primitive serait donc le résultat d’une immunothérapie induite par la radiothérapie.
Selon diverses études précliniques et plusieurs essais cliniques précoces l'association d'inhibiteurs des checkpoints semble améliorer l'effet abscopal ; paradoxalement, l’irradiation génère également des effets immunosuppresseurs. Des études visent à faire le point sur les effets antagonistes de l’irradiation sur l’immunité antitumorale. 